# Pocadicnemis juncea
Pocadicnemis juncea là một loài nhện trong họ Linyphiidae. Chúng được George Hazelwood Locket & Alfred Frank Millidge miêu tả năm 1953.